# Grospierres
Grospierres település Franciaországban, Ardèche megyében. Lakosainak száma 931 fő (2022. január 1.). Grospierres Beaulieu, Bessas, Chandolas, Saint-Alban-Auriolles, Salavas, Sampzon és Vagnas községekkel határos.

## Népesség
A település népességének változása:
| Lakosok száma | 460  | 551  | 507  | 792  | 879  | 888  | 885  | 911  | 911  | 931  |
|               | 1968 | 1982 | 1990 | 2006 | 2013 | 2015 | 2017 | 2019 | 2020 | 2022 |